# Albano Rodrigues de Oliveira
Albano Rodrigues de Oliveira (Monserrate, Viana do Castelo, 4 de novembro de 1904 — Lisboa, 20 de abril de 1973) foi um oficial da Armada Portuguesa, engenheiro hidrógrafo e gestor de empresas, que, entre outras funções de relevo, foi governador de Macau (1947-1951) e procurador à Câmara Corporativa do Estado Novo por designação do Conselho Corporativo (nas V, VI, VII e VIII legislaturas).

## Biografia
Nasceu em Monserrate, Viana do Castelo, filho de um oficial do Exército Português. Em 1911, quando seu pai foi colocado em Macau, acompanhou a família para aquele território, ali tendo frequentado o ensino primário e o ensino liceal até ao quinto ano, numa estadia de quase nove anos. Nesse período aprendeu as línguas inglesa e cantonense.
Destinado a seguir uma carreira naval, em 1923 ingressou na Escola Naval, cujo curso concluiu em 1926. Complementou a sua formação com o Curso de Hidrografia da mesma Escola, realizado entre 1930 e 1932, a que se seguiu o Curso de Aperfeiçoamento em Astronomia, pela Universidade Técnica de Lisboa (1931-1932), e a licenciatura em Hidrografia pelo Instituto Superior Técnico de Lisboa (1934), ingressando na especialidade de engenheiro hidrógrafo da Marinha de Guerra Portuguesa. Na sua carreira militar, em 1923 ingressou na Escola Naval como aspirante de marinha, em 1926 foi promovido a guarda-marinha, em 1928 a segundo-tenente, em 1935 a primeiro-tenente, em 1945 a capitão-tenente, em 1953 a capitão-de-fragata e em 1958 a capitão-de-mar-e-guerra, posto em que terminou a sua carreira militar. Em 1933 foi colocado como ajudante de compensação e regulação das agulhas magnéticas dos navios bacalhoeiros na Direção de Hidrografia, Navegação e Meteorologia Náutica da Direcção-Geral da Marinha. No período 1934-1939 esteve colocado na Repartição da Marinha do Ministério das Colónias. Em 1954 foi nomeado professor provisório da Escola Naval.
Em 1926, no posto de guarda-marinha, voltou a Macau integrado na guarnição do cruzador NRP República, ao tempo comandado pelo comodoro Guilherme Ivens Ferraz. O cruzador esteve no Extremo Oriente durante cerca de dois anos, visitando Macau, Cantão, Xangai e Hong Kong. O relatório desta visita, escrito pelo comodoro Ivens Ferraz, transformou-se depois num livro notável.
Em 1934 foi nomeado membro do Conselho Superior de Obras Públicas e Comunicações (Secção de Portos), mas nesse mesmo ano foi colocado em Macau, como comandante da lancha canhoneira Macau e comandante da Polícia Marítima de Macau. Permaneceu em Macau durante 5 anos durante os quais, para além das funções estritamente ligadas à carreira naval, foi presidente do Leal Senado de Macau e entre 1937-1938 cônsul-geral interino em Cantão (China).
Regressado a Portugal em 1939, e já no contexto da Segunda Guerra Mundial, em 1941 foi nomeado chefe da Missão Hidrográfica das Ilhas Adjacentes, tendo realizado a bordo do navio hidrográfico NRP D. João de Castro o primeiro levantamento hidrográfico do Banco D. João de Castro, sobre o qual publicou um estudo científico.
No dia 1 de setembro de 1947, o comandante Albano Rodrigues de Oliveira foi empossado governador de Macau, substituindo o comandante Gabriel Maurício Teixeira, que tinha exercido o cargo desde 1940. Manteve-se no cargo até 19 de abril de 1951.
Esse período ficou marcado pelas consequências da guerra civil chinesa entre os nacionalistas e os comunistas, acabando estes últimos por vencer, fundando a República Popular da China, em 1 de outubro de 1949, que Portugal se recusou a reconhecer. Esta recusa originou uma situação diplomática e de segurança extremamente difícil que coube ao novo governador gerir. Uma das consequências da tomada de Xangai pelas forças comunistas foi o êxodo dos portugueses ali residentes. Mais de 600 refugiados portugueses, de ambos os sexos, chegaram a Macau e foram acolhidos no Centro da Casa dos Pobres, no Centro da Rua do Gamboa e no Centro da Rua Nova do Comércio, onde lhes foi providenciado alojamento, alimentação e assistência médica.
Após o fim do comércio do ópio, a nova fonte de rendimento de Macau era o florescente comércio de ouro e platina, cujo trânsito e importação Albano de Oliveira procurou regulamentar. Uma das consequências deste comércio foi o assalto ao hidroavião Miss Macao, carregado de ouro, que inaugurou a pirataria aérea a nível mundial, considerado o primeiro sequestro na história da aviação civil. Esse incidente ocorreu no dia 16 de julho de 1948, quando um hidroavião da Cathay Pacific descolou do Porto Exterior de Macau, para um curto voo entre Macau e Hong Kong, e foi alvo de uma tentativa de sequestro por quatro piratas do ar. O piloto resistiu, e o Miss Macao, um Consolidated PBY Catalina, despenhou-se no estuário do Rio das Pérolas, causando a morte a 25 dos seus 26 passageiros e tripulantes.
Terminado o seu mandato em Macau e regressado a Portugal, em 1952 foi nomeado vogal da Secção de Ciências Geográficas da Junta de Missões Hidrográficas e de Investigações do Ultramar e da Comissão de Hidrografia e Navegação, ascendendo posteriormente a presidente da Junta de Missões Geográficas e de Investigações Coloniais: Foi vogal do Conselho Superior Ultramarino. Passou à situação de reserva no posto de capitão-de-mar-e-guerra, dedicando-se à administração de empresas. Foi administrador da TAP e do Banco Totta-Aliança e presidente do conselho de administração da Companhia Nacional de Navegação.
Foi procurador à Câmara Corporativa por designação do Conselho Corporativo. Manteve-se na Câmara Corporativa durante quatro legislaturas, da V à VIII, ou seja, de 1949 a 1965. Na V Legislatura (1949-1953) dedicou-se essencialmente a questões ultramarinas e de fomento económico, integrando a 24.ª secção - Política e economia coloniais. Na VI Legislatura (1953-1957), na qual integrou a XII secção − Interesses de ordem administrativa (5.ª Subsecção − Política e economia ultramarinas), manteve igual registo, com maior ênfase nas questões da economia colonial e nas questões internacionais relativas às colónias, mas com uma intervenção sobre a organização da defesa civil (a atual proteção civil). Na VII Legislatura (1957-1961) manteve-se na mesma secção e dedicou-se quase exclusivamente ao processo de revisão da Constituição Portuguesa de 1933 e de fomento económico, incluindo o processo de adesão de Portugal à Convenção da Associação Europeia de Comércio Livre. Na última legislatura em que esteve presente, a VIII Legislatura (1961-1965), manteve-se na mesma secção, com intervenções sobre o funcionamento dos órgãos de governo do Estado da Índia após a invasão daquele território pela União Indiana, à revisão da Lei Orgânica do Ultramar Português e às questões de economia colonial.
Entre as suas condecorações avultam a medalha de ouro da Medalha de Serviços Distintos, o grau de comendador da Ordem Militar de Aviz, de comendador da Ordem Militar de Cristo, a Medalha de Mérito Militar, a Legião de Honra de França, o grau de cavaleiro da Ordem de Orange-Nassau dos Países Baixos, e a Cruz Militar de Mérito de Espanha.